# Anedjib
Anedjib, hay đúng hơn là Adjib và còn được biết đến với các tên gọi khác như Hor-Anedjib, Hor-Adjib và Enezib (?—2985 TCN), là tên Horus của một vị vua Ai Cập thuộc Vương triều thứ Nhất. Nhà sử học Ai Cập Manetho ghi tên của ông là "Miebîdós" và cho rằng ông có một vương triều kéo dài 26 năm, trong khi Danh sách Vua Turin ghi lại một cách bất hợp lý đó là vương triều của ông kéo dài 74 năm. Các nhà Ai Cập học và sử học ngày nay đều cho rằng cả hai ghi chép đều phóng đại quá mức và thường xác định vương triều của Adjib chỉ kéo dài từ 8-10 năm.

## Tên gọi

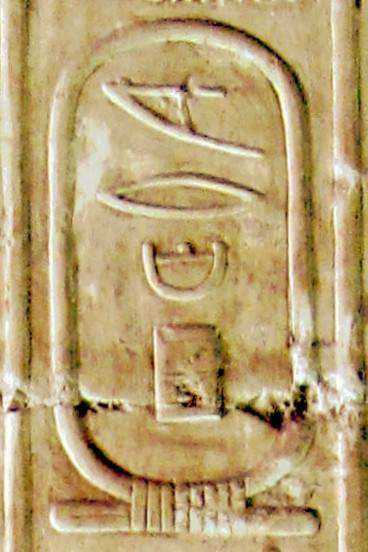
Đồ hình mang tên Merbiape từ Danh sách Vua Abydos.

Adjib cũng đã được chứng thực trong các ghi chép khảo cổ học. Tên của ông xuất hiện trong các chữ khắc trên những chiếc bình làm bằng đá phiến, thạch cao tuyết hoa, breccia và đá cẩm thạch. Tên của ông còn được lưu giữ trên các tấm thẻ bằng ngà voi và các dấu triện trên những chiếc bình đất nung. Những đồ vật khác mang tên và vương hiệu của Adjib còn đến từ Abydos và Sakkara.

## Danh tính
Gia đình của Adjib chỉ mới được khám phá một phần. Cha mẹ của ông vẫn chưa được biết rõ, nhưng tất cả đều cho rằng cha của ông có thể là vua Den. Adjib có thể đã cưới một người phụ nữ tên là Betrest. Trên tấm bia đá Palermo, bà được ghi lại là mẹ của vị vua kế vị Adjib, vua Semerkhet. Bằng chứng xác thực cho quan điểm này vẫn chưa được tìm thấy. Vua Adjib được cho là có một vài người con trai và con gái, nhưng tên của họ lại không còn được lưu giữ trong các ghi chép lịch sử. Semerkhet có thể là một thành viên trong gia đình ông.

## Vương triều
Theo các bằng chứng khảo cổ học, Adjib đã sáng tạo nên một tước hiệu hoàng gia mới mà ông nghĩ rằng đó là một sự bổ khuyết cho tước hiệu Nisut-Bity: tước hiệu Nebuy, được viết bằng hai ký hiệu của một con chim ưng trên một cây gậy ngắn. Nó có nghĩa là "hai chúa tể" và được cho là nói đến những vị thần bảo hộ của vương quốc là Horus và Seth. Nó còn là biểu tượng cũng mang tính tượng trưng dùng để chỉ Hạ và Thượng Ai Cập. Adjib được coi là đã hợp pháp hóa vai trò của ông là vua của Ai Cập bằng việc sử dụng tước hiệu này.

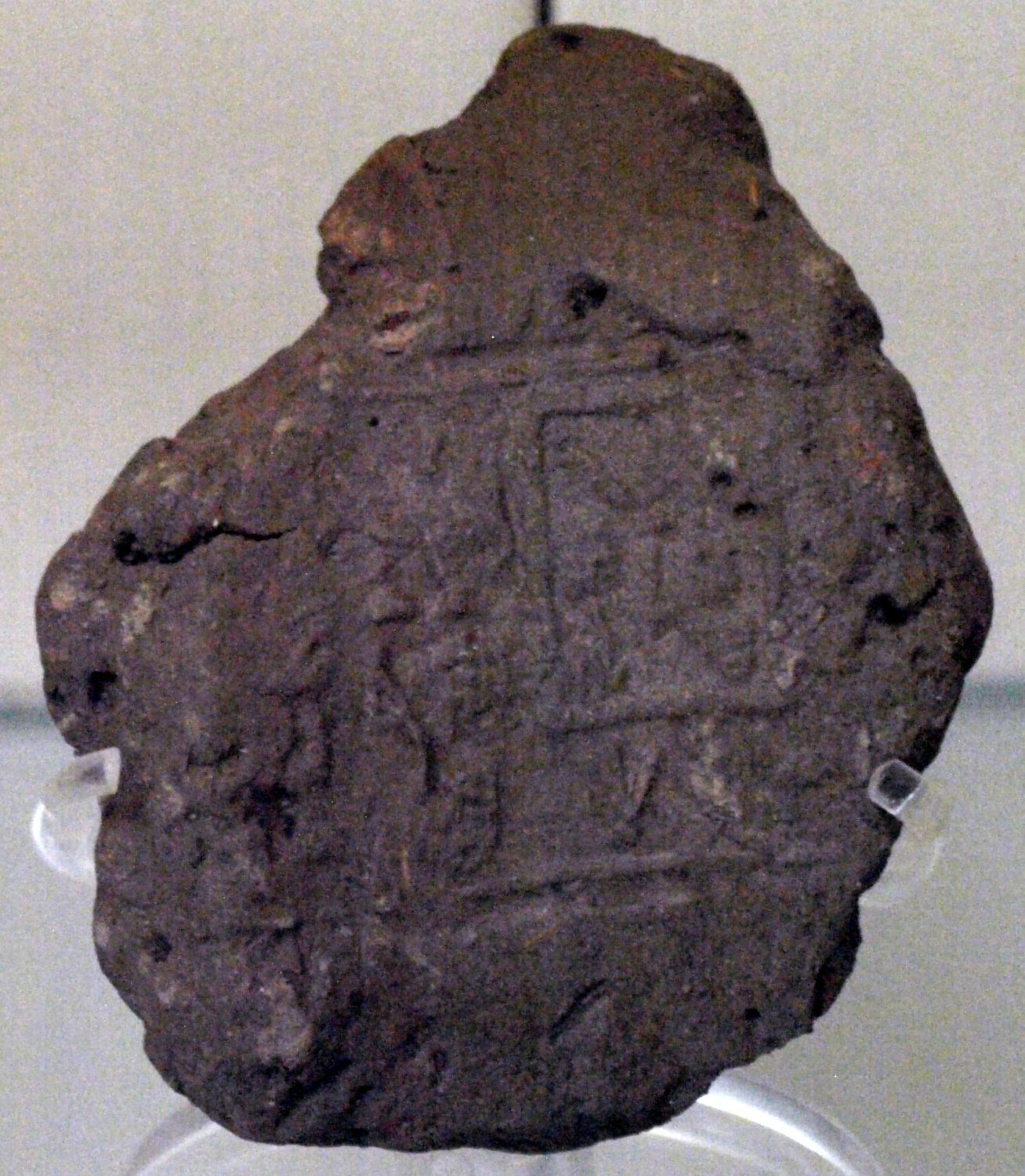
Dấu ấn triện của vua Anedjib

Những vết ấn triện bằng đất nung đã ghi lại việc thiết lập nên pháo đài hoàng gia mới Hor nebw-khet ("Horus, hoàng kim của các thần linh") và cung điện của hoàng gia Hor Seba-khet ("Horus, ngôi sao của các thần linh"). Những dòng chữ khắc trên bình đá cho thấy dưới vương triều của Adjib đã có một số lượng lớn bất thường những bức tượng thờ cúng được làm cho nhà vua. Ít nhất sáu đồ vật cho thấy hình ảnh những bức tượng đứng tượng trưng cho nhà vua với dấu hiệu hoàng gia của ông.
Những dòng chữ khắc trên bình đá còn ghi lại rằng Adjib đã kỷ niệm một Hebsed đầu tiên và thậm chí là lần thứ hai, một lễ hội được tổ chức lần đầu tiên sau năm trị vì thứ 30 của nhà vua, và sau đó nó được lặp đi lặp lại cứ mỗi 10 năm một lần. Nhưng các khám phá gần đây cho thấy rằng bất cứ đồ vật nào có ghi Hebsed và tên của Adjib cùng với nhau thì đều được lấy từ ngôi mộ của vua Den. Có vẻ như Adjib đã chỉ đơn giản là xóa và thay thế tên của Den bằng tên của ông. Điều này được các nhà Ai Cập học và sử học nhìn nhận như là bằng chứng cho thấy rằng Adjib không bao giờ tổ chức một Hebsed và do đó vương triều của ông là tương đối ngắn. Các nhà Ai Cập học như Nicolas Grimal và Wolfgang Helck cho rằng Adjib là con trai của Den và cũng là người kế vị hợp pháp, ông có thể đã khá lớn tuổi khi trở thành pharaon của Ai Cập. Helck còn chỉ ra một đặc điểm bất thường: tất cả các hình ảnh Hebsed của Adjib đều có viết ghi chú Qesen ("thiên tai").

## Ngôi mộ
Khu mộ của Adjib đã được khai quật tại Abydos và được biết đến với tên gọi "Ngôi mộ X". Nó có kich thước 16,4 x 9,0 mét và là ngôi mộ nhỏ nhất trong tất cả các ngôi mộ hoàng gia ở khu vực này. Ngôi mộ của Adjib có một lối vào ở phía đông và một cầu thang dẫn xuống phía dưới. Ngôi mộ này còn được bao quanh bởi 64 ngôi mộ phụ và có một bức tường ngăn đôi tạo thành hai căn phòng.

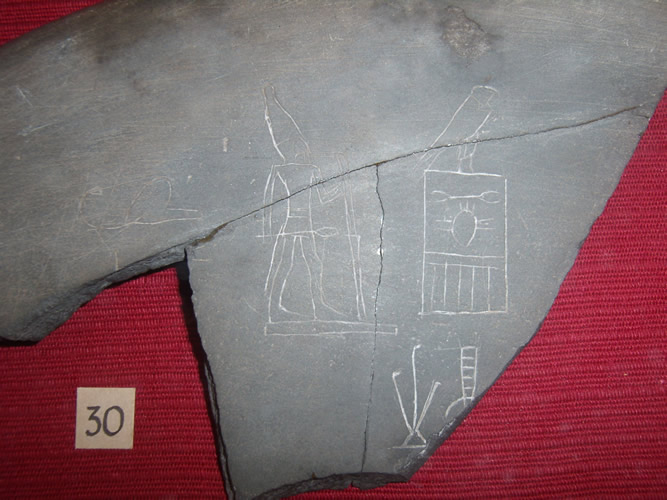
Mảnh bình đá vỡ có serekh của Anedjib.
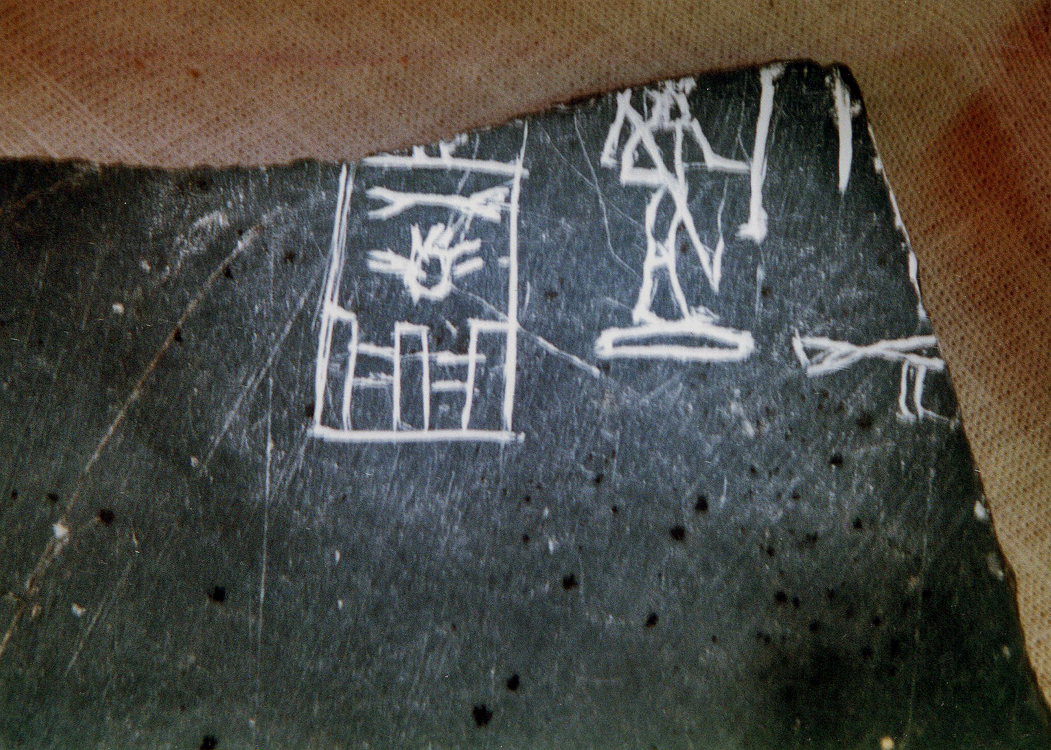
Serekh của Anedjib trong một dòng chữ khắc.
Bản đồ ngôi mộ của Anedjib tại Umm el-Qa'ab.